# Olusẹgun Ọbasanjọ
Oluṣẹgun Matthew Okikiọla Arẹmu Ọbasanjọ, född 5 mars 1937 i Abeokuta i delstaten Ogun, är en nigeriansk officer och politiker. Han var president i Nigeria 1976–1979 och 1999–2007.

## Biografi
Ọbasanjọ är kristen och tillhör folket yoruba. Han är utbildad vid en brittisk militärakademi, och inledde sin karriär i nigerianska armén 1958. Han var bland annat med i FN:s fredsbevarande styrkor i Republiken Kongo under Kongokrisen 1960.

### Politisk karriär
1975 spelade Ọbasanjọ en central roll i den oblodiga kuppen mot president Yakubu Gowon. Han var därefter försvarschef, innan han efter mordet på president Murtala Mohammed 1976 utsågs till president av militären. Hans presidentperiod kom att präglas av början på en ekonomisk kris i landet efter en internationell nedgång i oljepriserna. Då Nigeria hade ådragit sig stora internationella skulder inledde Ọbasanjọ spar- och liberaliseringsprogram och gjorde nedskärningar i den offentliga välfärden, som utbildning och hälsa. Han utlyste val 1979, och blev därmed den första nigerianske presidenten som frivilligt överlät statsledningen till civilt styre.
Under 1990-talet utmärkte han sig som en ledande kritiker av den nigerianska militärregimen. 1995 blev han arresterad, anklagad för förräderi. Han dömdes först till livstids fängelse, men domen omvandlades senare till 15 års fängelse. Sedan militärregimen avvecklats 1998 valdes Ọbasanjọ 1999 till president för People's Democratic Party (PDP). Han återvaldes 2003. Nigerias konstitution tillåter bara två presidentperioder, och det blev stora kontroverser då han försökte ändra konstitutionen för att kunna sitta kvar en tredje period. Det nigerianska parlamentet röstade till slut ner förslaget. Han efterträddes sedan av Umaru Yar'Adua.
Ọbasanjọ spelar fortfarande en viktig roll i nigeriansk politik och har flera centrala roller internationellt, i FN, Ecowas och Afrikanska unionen (AU). I november 2008 utsågs han till FN-sändebud för konflikten i Kongo-Kinshasa, och i augusti 2021 utsåg Afrikanska unionen honom till hög representant för fred på Afrikas horn.